# Julie Warner
Juliet Mia Warne (nascida em 9 de fevereiro de 1965) é uma atriz estadunidense.

## Início da vida
Warner nasceu em Manhattan, Nova York em 9 de fevereiro de 1965. Sua mãe, Naomi, é uma agente literária, é também consultora de marketing independente e uma diretora de licenciamento. Seu pai Neil Warner, é um compositor de jingle, pianista e arranjador. Seu avô paterno era compositor Jack Shilkret, o irmão do compositor Nathaniel Shilkret.

## Carreira
Warner apareceu em dois episódios de Star Trek: The Next Generation, no "Booby Trap" em  1989 e no "Transfigurations" em 1990. Seus créditos na televisão incluem uma aparição em um episódio de House MD. Ela estrelou em 2008 no Canal Hallmark o filme Our First Christmas.

## Filmografia

### Filmes
| Ano  | Título                 | Personagem          | Notas        |
| ---- | ---------------------- | ------------------- | ------------ |
| 1990 | Flatliners             | Joe's Woman         |              |
| 1991 | Doc Hollywood          | Vialula / 'Lou'     |              |
| 1992 | Mr. Saturday Night     | Elaine Young        |              |
| 1993 | Indian Summer          | Kelly Berman        |              |
| 1994 | The Puppet Masters     | Mary Sefton         |              |
| 1995 | Tommy Boy              | Michelle Brock      |              |
| 1996 | Wedding Bell Blues     | Micki Rachel Levine |              |
| 1997 | White Lies             | Mimi Furst          |              |
| 1999 | Pros & Cons            | Eileen              |              |
| 2006 | Stick It               | Phyllis Charis      |              |
| 2008 | Forever Strong         | Natalie Penning     |              |
| 2010 | Radio Free Albemuth    | Newscaster #1       |              |
| 2012 | Little Women, Big Cars | Barbara             |              |
| 2014 | Telling of the Shoes   | Ellie               |              |
| 2015 | Breaking Through       | Anna                |              |
| 2016 | The Beautiful Ones     | Caterina Tancredi   | Pós-produção |
| 2016 | Chalk It Up            | Dean York           |              |
| 2020 | Unbelievable!!!!!      | Female Curlisha     |              |

### Televisão
| Ano       | Título                                              | Personagem       | Notas                                                     |
| --------- | --------------------------------------------------- | ---------------- | --------------------------------------------------------- |
| 1981      | Guiding Light                                       | Cynthia          | "Tainted Evidence"                                        |
| 1989      | 21 Jump Street                                      | Alice Greenwood  | "Come from the Shadows"                                   |
| 1989-1990 | Star Trek: The Next Generation                      | Christy Henshaw  | "Booby Trap", "Transfigurations"                          |
| 1990      | Stolen: One Husband                                 | Jennie           | Filme para TV                                             |
| 1990      | The Outsiders                                       | Charlene Walker  | "Breaking the Maiden"                                     |
| 1993      | Herman's Head                                       | Layla            | "Layla - The Unplugged Version"                           |
| 1995      | Pride & Joy                                         | Amy Sherman      |                                                           |
| 1998      | Grown-Ups                                           | Rena             | Filme para TV                                             |
| 1998      | Mr. Murder                                          | Paige Stillwater | Filme para TV                                             |
| 1999      | Party of Five                                       | Lauren           | "The Wish", "Get Back", "Fragile"                         |
| 1999-2001 | Family Law                                          | Danni Lipton     |                                                           |
| 2002      | Baseball Wives                                      | Lorraine Bradley | Filme para TV                                             |
| 2003      | A Screwball Homicide                                | Shelly           | Filme para TV                                             |
| 2003      | Threat Matrix                                       | Carrie Richmond  | "Alpha-126"                                               |
| 2003-2006 | Nip/Tuck                                            | Megan O'Hara     |                                                           |
| 2004      | Scrubs                                              | Allison          | "My Tormented Mentor"                                     |
| 2005      | Hidden Howie: The Private Life of a Public Nuisance | Howie's Wife     | Filme para TV                                             |
| 2005      | Just Legal                                          | Mrs. Ross        | "Pilot", "The Runner"                                     |
| 2006      | House                                               | Margo Dalton     | "Need to Know"                                            |
| 2007      | Uncaged Heart                                       | Janet Tarr       | Filme para TV                                             |
| 2007      | Crossroads: A Story of Forgiveness                  | Melissa          | Filme para TV                                             |
| 2008      | Our First Christmas                                 | Cindy Baer-Noll  | Filme para TV                                             |
| 2009      | True Jackson, VP                                    | Rose Pinchbinder | "Keeping Tabs"                                            |
| 2009      | Crash                                               | Andrea Schillo   | Recurring role                                            |
| 2011-2012 | Leap Year                                           | Josie Hersh      | "Corporate Cupid", "Five Roads", "Just Trying to Survive" |
| 2012      | Supermoms                                           | Maggie           | Série de TV                                               |
| 2012      | Little Women, Big Cars 2                            | Barbara          | Série de TV                                               |
| 2012      | Dexter                                              | Lori Randall     | "Chemistry"                                               |
| 2013      | Grey's Anatomy                                      | Mrs. Lanz        | "The End Is the Beginning of the End"                     |
| 2013      | Maron                                               | Diane            | "Projections"                                             |
| 2014      | Taken Away                                          | Barbara          | Filme para TV                                             |
| 2016      | Code Black                                          | Renee            |                                                           |
| 2021      | The Good Doctor                                     | Pam Dilallo      | "Parenting?"                                              |

## Vida pessoal
Em junho de 1995, a Warner casado roteirista e diretor Jonathan Prince. Eles têm um filho chamado Jackson nascido em 1997.

## Ligações Externas
- Julie Warner. no IMDb.
- Predefinição:Memoryalpha